# Ilha das Onças
A Ilha das Onças está localizada na baía do Guajará na jurisdição administrativa do município de Barcarena (estado do Pará), com uma área de 75 mil hectares e reúne uma comunidade de aproximadamente trinta mil famílias.
Apesar de subordinada administrativa ao município de Barcarena, esta é ligada geográfica e economicamente ao município de Belém (capital do Pará), da qual fica cerca de trinta minutos por via fluvial (distante aproximadamente 4 km). Mas não conta com energia elétrica e nem saneamento básico.
Conforme os técnicos imobiliários a Ilha das Onças tornar-se-á um polo de condomínios de luxo de Belém, com projetos já em estudos.
Existe a opção de participar da aulas de yoga, com vagas limitadas e geralmente anunciadas com antecedência.

## Como chegar
Para chegar a ilha é necessário fazer uma travessia por via fluvial partindo do Porto Shalom, sito no bairro Cidade Velha, em um trajeto de cerca de 30 minutos pelo rio Pará, com a passagem custando de dez reais.

## Restaurantes
Locais para degustarem pratos típicos e frutos do mar e, curtir as águas geladas do rio: Recanto Aimoré, Rusty na Ilha, Casa do Celso.